# Rhynchites fulgidus
Rhynchites fulgidus là một loài bọ cánh cứng trong họ Rhynchitidae. Loài này được Faldermann miêu tả khoa học năm 1835.